# Scindapsus lucens
Scindapsus lucens  Bogner & P.C.Boyce – gatunek wieloletnich, wiecznie zielonych pnączy z rodziny obrazkowatych, pochodzących z obszaru od Półwyspu Malajskiego do Sumatry.